# Onthophagus songsokensis
Onthophagus songsokensis é uma espécie de inseto do género Onthophagus, família Scarabaeidae, ordem Coleoptera.
Foi descrita cientificamente por Biswas & Chatterjee em 1985.